# Bevatron

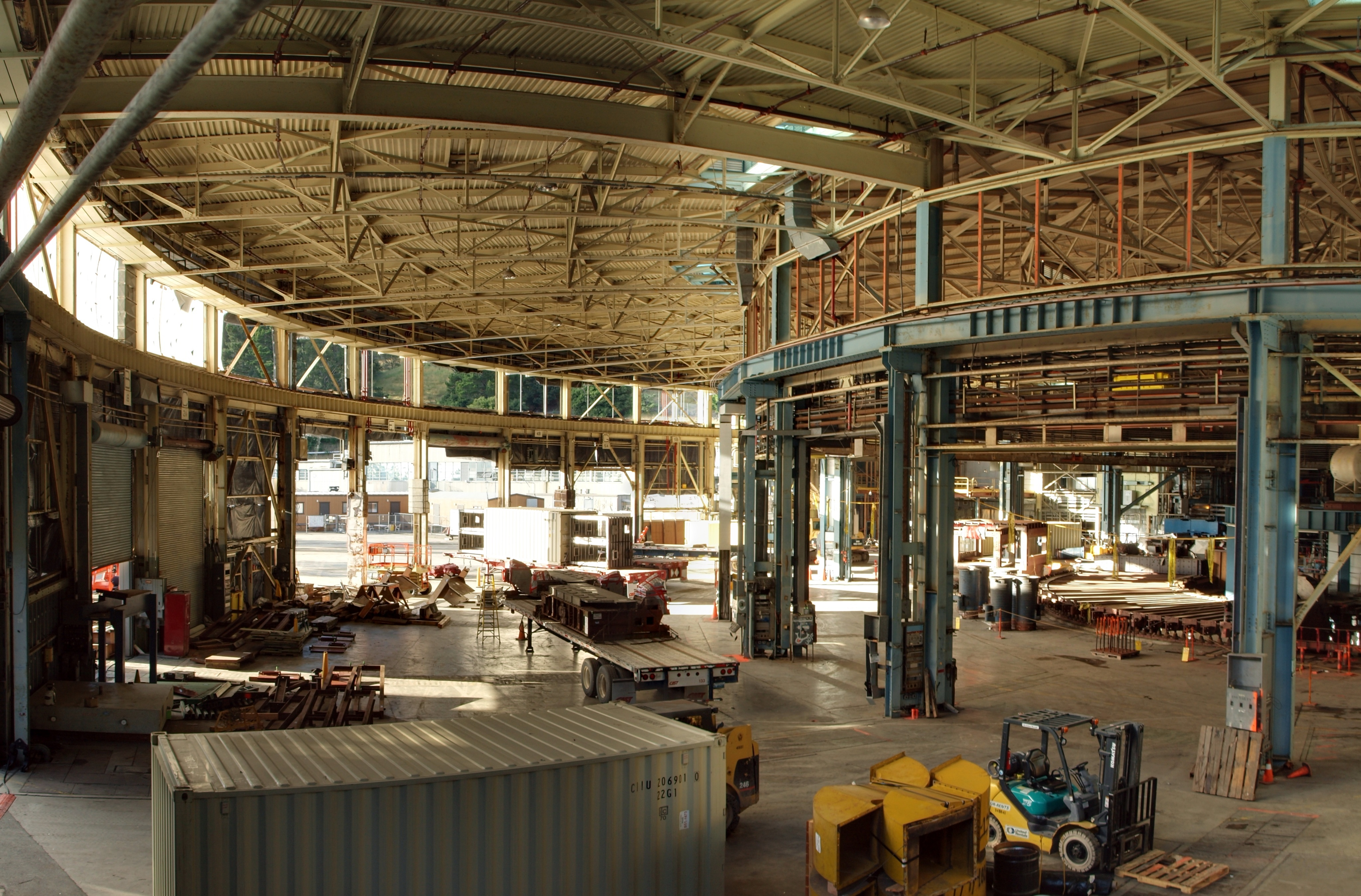
Bevatron při demolici

Bevatron byl synchrotron v kalifornské vládní laboratoři Lawrence Berkeley National Laboratory. Jeho název odkazuje na fakt, že dokázal urychlovat protony na energie až 1 miliarda elektronvoltů (1 GeV, dříve označován BeV od anglického billion). Při vysokoenergetických srážkách urychlených protonů s pevným terčem byl na tomto urychlovači v roce 1955 objeven antiproton, za což byla udělena Nobelova cena za fyziku pro rok 1959. Urychlovač pracoval v letech 1954 až 1993. Jeho budova je v současné době v demolici.